# Chelsea (groupe français)
Pour les articles homonymes, voir Chelsea.
Ne doit pas être confondu avec Chelsea (groupe anglais).
Chelsea est un groupe de pop rock français, originaire de Tours. Il est principalement actif au début des années 1990, et composé d’Emmanuel Tellier (chant et guitares), Olivier Descroix (batterie), Étienne Dutin (guitares), et Pierre Palmieri (basse). Chelsea compte un total trois albums, Réservé aux clients de l’établissement (1991), Tramway (1992) et Nouvelles du paradis (1994). À sa sortie, ce troisième album était accompagné d’un mini-album bonus, Me and My Good Friends (sept titres acoustiques). Le groupe se sépare en 1995.

## Biographie
Les membres — Tellier, Descroix, Dutin et Palmieri — sont originaires de Tours, où ils ont vécu des premières expériences dans deux groupes plus ou moins rivaux : Another Country (fondé en 1985) pour les deux premiers ; Express (fondé en 1982) pour les deux autres (aux côtés notamment de Fabien Tessier, producteur du premier Chelsea). Au début des années 1990, Chelsea fait partie des groupes pionniers de la pop à la française au côté des Little Rabbits et de Welcome to Julian, à une époque où il est difficile d’imaginer que ce courant naissant portera plus tard des artistes comme Phoenix, Tahiti 80, The Dø ou Cocoon. Le style musical du groupe est similaire à celui du groupe The Smiths. À la formation du groupe, ses musiciens ignorent qu'un groupe punk anglais portant le même nom opère depuis les années 1970. Une lettre est envoyée à ce groupe pour savoir si l'usage du nom leur pose problème. La lettre restera sans réponse[réf. nécessaire].
Les influences principales du « Chelsea français » sont The Smiths, Echo and the Bunnymen, et de nombreux groupes anglais de la fin des années 1980 qui n’auront pas forcément marqué l’histoire, comme les June Brides, les Chesterfields, les Brilliant Corners ou encore le groupe australien The Apartments. Tramway, leur deuxième album, est produit par Pat Fish, alias The Jazz Butcher (artiste pop-rock anglais auteur d’une dizaine d’albums). Le groupe assurera plusieurs premières parties prestigieuses : avec les La's, les Sundays et James (le temps d’une tournée hexagonale). Sur scène, Chelsea reprenait souvent des titres de House of Love (Shine On), des Go-Betweens (The Devil's Eye) et de James (Strip-Mining).
Le destin de Chelsea est très lié à celui du label Rosebud, fondé à Rennes par Alan Gac (plus tard à la tête du label Cinq à 7, chez Wagram). Les trois albums de Chelsea, tous produits par Rosebud, sont ensuite placés en licence : chez Danceteria pour le premier, Virgin/Rosebud pour le deuxième, et Barclay pour le troisième. Chacun se vendra entre 4 500 et 7 000 exemplaires en France[réf. nécessaire]. Emmanuel Tellier étant journaliste aux Inrockuptibles, et cela en accord avec la ligne éthique du magazine, aucun des disques de Chelsea n’y fut jamais chroniqué. Les albums du groupe reçoivent d’excellentes chroniques dans les pages de Best, Rock & Folk, de nombreux fanzines, ainsi que le soutien régulier du quotidien Libération. À une époque où aucune promotion sur le web n’était encore possible (l’époque pré-Myspace[Quoi ?]), c’est surtout auprès du milieu étudiant que Chelsea réussit à percer. 
Au cours de sa courte carrière, Chelsea aura pu travailler avec deux des producteurs anglais les plus en vue de l’époque : Ian Broudie (Echo and the Bunnymen, Lightning Seeds…) au studio Amazon de Liverpool, et Stephen Street (The Smiths, Blur...) à Londres. L’essentiel des enregistrements a toutefois lieu en France (en grande partie à Paris, au studio Garage). Chelsea connait un succès au Japon, avec près de 5 000 ventes à chaque album[réf. nécessaire]. Le groupe n’a jamais pu s’y rendre pour soutenir ce début de reconnaissance. Au départ d’Olivier Descroix, les trois autres musiciens de Chelsea réalisera quelques enregistrements en trio (avec Emmanuel Tellier à la batterie, en studio), avant de recruter Luc Durand. Un changement de nom s’imposant, Chelsea deviendra alors Melville.

## Discographie

### Albums studio
- 1991 : Réservé aux clients de l’établissement
- 1992 : Tramway
- 1994 : Nouvelles du paradis

### EP et singles
- 1991 : L’ange que j’étais (single)
- 1992 : Sur les traces de Pat Hobby (single)
- 1994 : L’homme de trop (single)
- 1994 : Me and My Good Friends (EP)